# Goiastylus
Goiastylus is een geslacht van wantsen uit de familie van de Miridae (Blindwantsen). Het geslacht werd voor het eerst wetenschappelijk beschreven door Carvalho & Costa in 1991.

## Soorten
Het genus is monotypisch en bevat alleen de volgende soort:

- Goiastylus goianus Carvalho & Costa, 1991